# James Holland (Fußballspieler)
James Holland (* 15. Mai 1989 in Sydney) ist ein ehemaliger australischer Fußballspieler.

## Karriere

### Verein
Holland spielte von 2005 bis 2006 am NSW Institute of Sport und 2007 am Australian Institute of Sport (AIS). In der Vorbereitung zur Saison 2006/07 trainierte er einige Zeit mit den Central Coast Mariners und kam zu drei Einsätzen im Pre-Season Cup 2006.
Im Oktober 2007 erhielt er bei den Newcastle United Jets einen Kurzzeitvertrag und erzielte bei seinem Ligadebüt gegen Wellington Phoenix nach 16 Minuten die 1:0-Führung. Nach einem weiteren Einsatz eine Woche später, kehrte er zunächst an das AIS zurück, bevor er im Dezember einen festen Vertrag bei den Jets unterzeichnete. Holland rückte umgehend in den Kader auf und stand sowohl an den letzten fünf Spieltagen der regulären Saison, als auch in drei Partien der Play-offs in der Anfangsformation. Lediglich im Meisterschaftsfinale gegen die Central Coast Mariners, die sich im Dezember ebenfalls um eine Verpflichtung von Holland bemüht hatten, wurde er nach 70 Minuten eingewechselt. Durch den 1:0-Finalsieg über die Mariners gewann Holland in seiner ersten Profisaison die australische Meisterschaft.
Im Januar 2009 wechselte Holland für eine Ablösesumme von etwa 300.000 Euro zum niederländischen Erstligisten AZ Alkmaar. Er unterschrieb einen Vertrag bis Juni 2013. Nachdem er in der Hinrunde 2010/11 ohne Pflichtspieleinsatz für Alkmaar verblieb, verbrachte er die Rückrunde auf Leihbasis bei Sparta Rotterdam.
Am 16. Januar 2012 wurde er auf Anraten von Ex-Alkmaar- bzw. Austria-Keeper Joey Didulica nach einwöchigem Probetraining vom FK Austria Wien verpflichtet. Im Mai 2013, nach dem ersten Meistertitel in Österreich, zog Austria Wien die Vertragsoption, womit sich Hollands Vertrag bei den „Veilchen“ bis Sommer 2015 verlängerte.
Nach dem Auslaufen des Vertrags wurde er im Juli 2015 vom deutschen Zweitligisten MSV Duisburg verpflichtet. Nachdem er mit Duisburg in die 3. Liga abgestiegen war, verließ er den Verein im Sommer 2016 und kehrte mit seinem Wechsel zu Adelaide United nach Australien zurück.
Im Januar unterschrieb Holland einen Vertrag beim chinesischen Erstligisten Liaoning FC, bevor er sich im Mai 2017 entschied, seinen Vertrag aufzulösen.
Zur Saison 2017/18 kehrte er nach Österreich zurück, wo er sich dem Bundesligisten LASK anschloss, bei dem er einen bis Juni 2019 gültigen Vertrag erhielt. Nach insgesamt fünf Jahren beim LASK, in denen er zu 130 Bundesligaeinsätzen und acht Toren kam, verließ er den Klub nach der Saison 2021/22 und kehrte zur Wiener Austria zurück. In seinem zweiten Engagement in Wien kam er zu 35 Bundesligaeinsätzen. Nach der Saison 2023/24 verließ er die Austria. Im November 2024 gab er dann sein Karriereende bekannt.

### Nationalmannschaft
Holland gehört seit 2007 zum Aufgebot des australischen U-20-Teams. Anfang März 2008 kam er dann zunächst auch erstmals für die australische Olympiaauswahl (U-23) zum Einsatz und bereits Ende März gab Holland in einem Freundschaftsspiel gegen Singapur sein Debüt in der australischen A-Nationalmannschaft.
Während der Olympischen Spiele 2008 war Holland einer von vier Spielern, die auf Abruf bereitstanden und mit der Mannschaft reisten, aber nicht zum offiziellen Aufgebot gehörten. Im November 2008 nahm er als Stammspieler der U-20 an der U-19-Asienmeisterschaft teil, bei der das Team das Halbfinale erreichte und sich dadurch für die Junioren-WM 2009 qualifizierte. Bei dieser wurde er ebenfalls aufgeboten und kam daran anschließend weiter in der A-Nationalelf zum Einsatz.

## Erfolge
- Australischer Meister: 2008
- Österreichischer Meister: 2013